# John Doe (serie televisiva)
John Doe è una serie televisiva statunitense trasmessa dalla FOX negli Stati Uniti nella stagione 2002-2003 e in Italia da Mediaset dal 2005 ad oggi nelle più diverse fasce orarie.

## Trama
Un uomo si sveglia su un'isola al largo di Seattle, nudo, disorientato e senza alcuna memoria di chi lui stesso sia né di qualsiasi evento della sua vita fino a quel momento.
Oltre ad assumere il nome di "John Doe" (appellativo che nella cultura statunitense viene utilizzato per indicare un uomo la cui reale identità risulta sconosciuta) il misterioso protagonista sembra avere accesso alla totalità della sapienza umana, dal codice sorgente dell'MS-DOS alle più elaborate conoscenze di statistica avanzata (doti che mostra subito nella puntata pilota) al contempo però John non ha la capacità di vedere i colori, la sua vista infatti si limita al bianco e al nero.
Nello sviluppo della serie John cercherà di indagare sul suo passato e di mettere insieme tutti i pezzi del puzzle della sua vita che man mano vengono a galla a partire da una strana cicatrice circolare che si ritrova sul petto (la cui forma è simbolo della serie).
Mentre va alla ricerca della sua identità perduta John collabora con il dipartimento di polizia di Seattle nelle indagini più complicate in cui la sua "onniscienza" si rivelerà fondamentale.
Ma qualcosa di molto più oscuro si cela dietro l'identità di John Doe dal momento che un'organizzazione segreta chiamata la "Fenice" sembra non smettere mai di tenere sotto controllo ogni sua mossa.

## Stagione 1 e cancellazione
Sono 21 gli episodi della prima e unica stagione di questa serie Tv. La serie fu cancellata dalla FOX nonostante i buoni ascolti, lasciando i fan senza un finale e soprattutto senza alcuna risposta agli innumerevoli quesiti che circondano il protagonista e la sua vita passata, presente e futura.
Al di là del coinvolgimento di John nella risoluzione dei più intricati casi criminali insieme ai detective Avery e Hayes, e alle difficoltà incontrate nel ricostruirsi una vita privata ripartendo da zero, trova posto la linea guida principale della serie, quella su cui ruota l'intera vicenda e che si può riassumere con la semplice domanda: "chi è John Doe?".
John cercherà in tutti i modi di trovare una risposta supportato dalla sua straordinaria conoscenza di tutto lo scibile umano coinvolgendo sia i suoi "colleghi" che i suoi due unici amici: Digger, proprietario del locale che per John è una seconda casa, e la giovane Karen, studentessa d'arte che in quel locale lavora e che finirà per diventare la coinquilina nonché assistente dello stesso Doe.
La linearità degli eventi viene presto mutata dalla comparsa della "Fenice" i cui membri sembrano sapere molto più di chiunque altro riguardo all'identità di John Doe. John sembra in qualche modo legato a questa organizzazione segreta e ai loro fini.
La stagione si conclude peraltro con un grosso colpo di scena che apre numerosi scenari futuri e tutto ciò ha fatto sì che i fan delusi dalla cancellazione si scagliassero contro la FOX con ancora più forza. L'unica magra consolazione per gli appassionati della serie è stata una conferenza stampa indetta dai dirigenti della rete per esporre agli interessati la verità degli autori, ma le risposte fornite hanno lasciato moltissimi punti oscuri riguardo alla storia e alle sue misteriose premesse.